# Piano adale

La zona adale è la parte più profonda dell'ambiente marino

Il piano adale o più raramente hadale è un piano del dominio bentonico presente nella parte più profonda delle fosse oceaniche: la profondità va da 6000 a circa 11000 metri.
L'area totale occupata dai 46 habitat adali riconosciuti globalmente rappresenta meno dello 0,25%  dei fondali nonostante che le fosse oceaniche costituiscano circa il 40% dei fondali oceanici. La maggior parte degli habitat adali si trova nell'oceano Pacifico, il più profondo tra gli oceani.

## Terminologia e definizione
Storicamente, il piano adale non è stato distinto dal piano abissale, anche se le sezioni più profonde sono state talvolta chiamate “ultra-abissali”. All'inizio degli anni Cinquanta la spedizione danese Galathea II e la sovietica Vityaz scoprirono separatamente un chiaro cambiamento nelle comunità biologiche a profondità di 6000–7000 m non riconosciuto dall'ampia definizione di zona abissale. Il termine "adale" è stato proposto per la prima volta nel 1956 da Anton Frederik Bruun per descrivere le parti dell'oceano più profonde di 6000 m e limitando la zona abissale alle zone tra i 4000 e i 6000 m. Il nome si riferisce all'Ade, l'antico regno degli inferi della mitologia greca antica. Circa il 94% della zona adale si trova nelle fosse oceaniche in aree di subduzione. Profondità superiori a 6000 metri si trovano generalmente solo nelle fosse oceaniche, sebbene esistano fosse oceaniche che non raggiungono tali profondità. Queste fosse meno profonde non mostrano le caratteristiche biologiche tipiche della zona adale per cui non sono considerate come facenti parte del piano adale. Sebbene il concetto di piano adale goda di ampio riconoscimento scientifico e molti studiosi continuino a considerare valido il primo limite proposto di 6000 m, è stato osservato che 5000–7000 m rappresenta una transizione graduale tra il piano abissale e quello adale il che ha portato all'ipotesi di collocare il limite nel mezzo, a 6500 m. Questo limite intermedio è stato adottato, tra gli altri, anche dall'UNESCO. Analogamente ad altri intervalli di profondità, la fauna della zona adale può essere suddivisa in due gruppi: le specie adobentoniche  che vivono sul fondo o sulle pareti delle fosse oceaniche, e le specie adopelagiche che vivono in acque aperte.

## Ecologia
Le fosse oceaniche più profonde sono considerate gli ecosistemi marini meno esplorati e più estremi. Sono caratterizzate da totale assenza di luce solare, basse temperature, scarsità di nutrienti e pressioni idrostatiche estremamente elevate. Le principali fonti di nutrienti e carbonio sono le ricadute di materia organica e sedimento fine dagli strati superiori e le frane sottomarine. La maggior parte degli organismi sono spazzini e detrivori. Negli ecosistemi adali sono note oltre 400 specie, molte delle quali possiedono adattamenti fisiologici alle condizioni ambientali estreme; sono caratterizzate da un alto livello di endemismo, ed esempi degni di nota sono il gigantismo negli anfipodi, nei mysidi e negli isopodi e il nanismo nei nematodi, nei copepodi e nei chinorinchi.

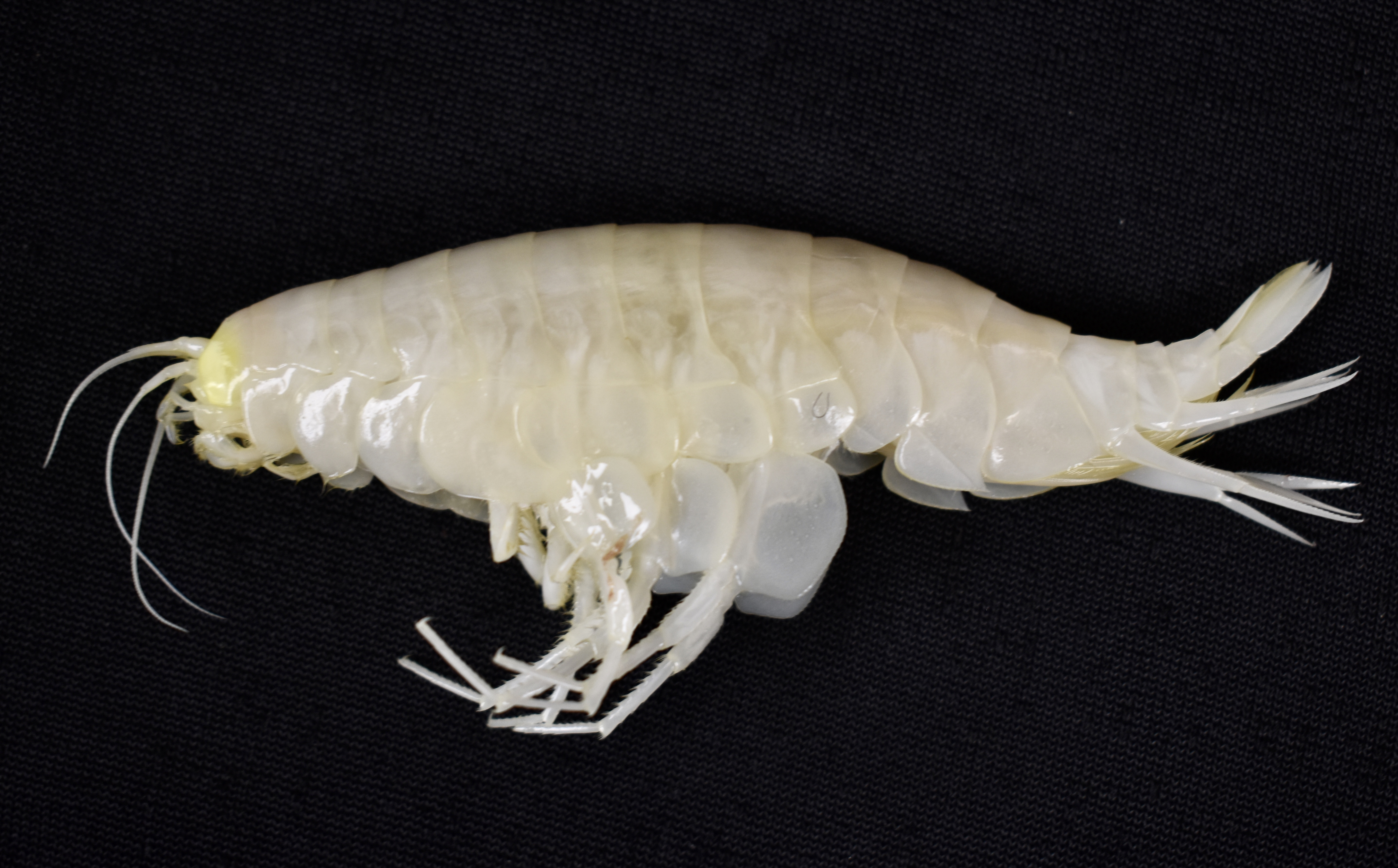
L'anfipode gigante Alicella gigantea è stato catturato nel piano adale (raccolto nella fossa del Giappone nel 2022)

La vita marina decresce con la profondità, sia in abbondanza che in biomassa, nella zona adale è comunque presente un'ampia varietà di metazoi, per lo più bentonici, tra cui pesci, oloturie, policheti, bivalvi, isopodi, anemoni di mare, anfipodi, copepodi, crostacei decapodi e gasteropodi. La maggior parte di queste comunità delle fosse oceaniche si è probabilmente originata da quelle delle piane abissali. Sebbene abbiano evoluto adattamenti all'alta pressione e alle basse temperature, come un metabolismo più lento, osmoliti intracellulari stabilizzanti le proteine e acidi grassi insaturi nei fosfolipidi della membrana cellulare, non esiste una relazione coerente tra pressione e tasso metabolico in queste comunità. L'aumento della pressione può invece limitare gli stadi ontogenetici o larvali degli organismi. La pressione aumenta di dieci volte quando un organismo passa dal livello del mare a una profondità di 90 m, mentre raddoppia quando un organismo passa da 6000 a 11000 m.
Su una scala temporale geologica, le fosse oceaniche possono diventare accessibili in quanto la fauna precedentemente stenobatica (limitata a un intervallo di profondità ristretto) si evolve per diventare euribatica (adattata a una gamma più ampia di profondità), come i pesci Macrouridae e i gamberi Natantia. Le comunità di fossa mostrano tuttavia un grado contrastante di endemismo intra-fossa e somiglianze inter-fossa a un livello tassonomico superiore.
Nel piano adale è noto solo un numero relativamente ridotto di specie ittiche, tra cui alcuni Macrouridae, Synaphobranchidae, Carapidae, Ophidiidae, Liparidae e Zoarcidae. A causa dell'estrema pressione, la profondità massima teoricamente raggiungibile dai pesci è di circa 8000–8500 m, al di sotto della quale i teleostei sarebbero iperosmotici, supponendo che il fabbisogno di trimetilammina-N-ossido segua la relazione lineare osservata con la profondità. Alcuni invertebrati si spingono a profondità maggiori, ad esempio i cefalopodi del genere Magnapinna, alcuni policheti Polynoidae, oloturie Myriotrochidae, gasteropodi Turridae e anfipodi Pardaliscidae possono raggiungere profondità superiori a 10000 metri Anche foraminiferi giganti (Xenophyophora) vivono a tali profondità.

## Condizioni ambientali

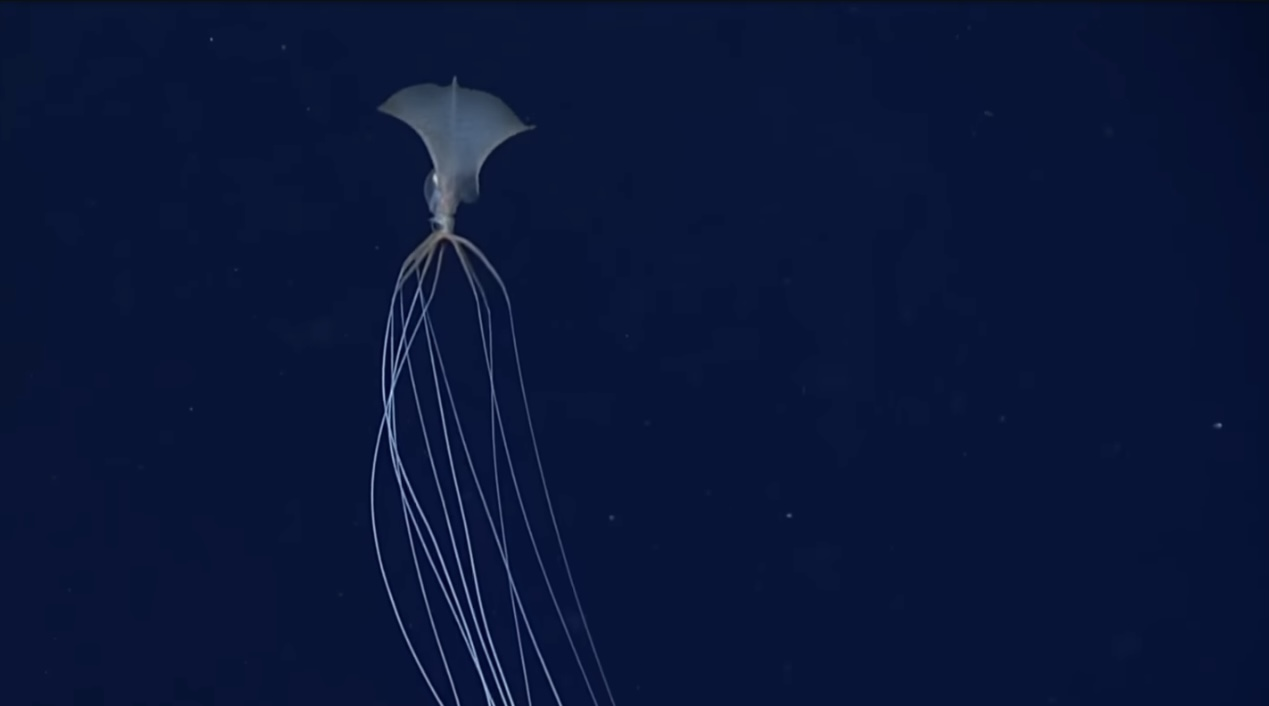
I calamari Magnapinna sono gli unici cefalopodi regolarmente presenti nel piano adale

Gli unici produttori primari conosciuti nel piano adale sono le 
alcuni batteri che sono in grado di metabolizzare l'idrogeno e il metano rilasciati dalle reazioni tra le rocce e l'acqua marina (serpentinizzazione), o l'idrogeno solforato rilasciato da fluidi idrotermali. Alcuni di questi batteri sono simbiotici, ad esempio vivono all'interno del mantello di alcuni bivalvi Thyasiridae e Vesicomyidae. Altrimenti, il primo anello della rete alimentare adale sono gli organismi eterotrofi che si nutrono di neve marina, ovvero di materiale organico che scende d profondità inferiori, sia come forma di particolato che di carcasse di animali più grandi.
Il piano adale può arrivare molto al di sotto dei 6000 m di profondità; la fossa delle Marianne raggiunge i 10911 m. A tali profondità, la pressione supera le 1100 atm. La mancanza di luce e la pressione estrema rendono questa parte dell'oceano difficile da esplorare.

## Esplorazione
L'esplorazione della zona adale richiede l'uso di strumenti in grado di sopportare pressioni fino a mille o più atmosfere. Alcuni strumenti non standard sono stati utilizzati per raccogliere informazioni limitate, ma preziose, sulla biologia di base di alcuni organismi adali. I sommergibili con e senza equipaggio, tuttavia, possono essere utilizzati per studiare le profondità in modo molto più dettagliato. I sommergibili robotici senza equipaggio possono essere a comando remoto (collegati alla nave da ricerca con un cavo) o autonomo (che si muove liberamente). Fotocamere e bracci manipolatori consentono ai ricercatori di osservare e prelevare campioni di sedimenti e organismi. Si sono verificati cedimenti di sommergibili sotto l'immensa pressione delle profondità. Si ritiene che il HROV Nereus sia imploso a 9.990 metri di profondità mentre esplorava la Fossa delle Kermadec.

## Missioni rilevanti

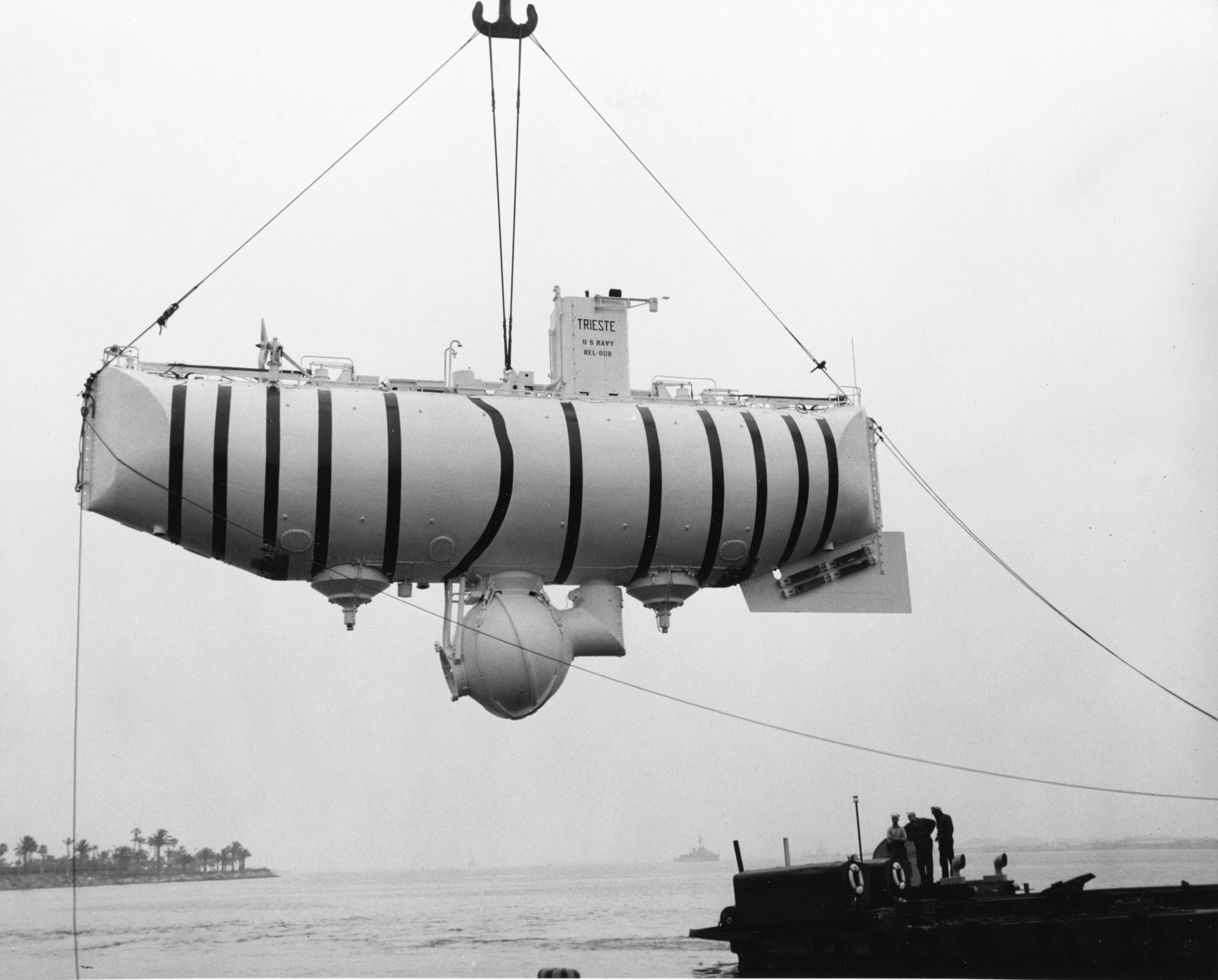
Batiscafo Trieste nel 1958, usato da Piccard e Walsh per raggiungere il Challenger Deep

La prima missione con equipaggio a raggiungere il Challenger Deep, la parte più profonda conosciuta dell'oceano situata nella Fossa delle Marianne, fu compiuta nel 1960 da Jacques Piccard e Don Walsh che raggiunsero la profondità massima di 10911 m con il batiscafo Trieste..
Anche James Cameron ha raggiunto il fondo della Fossa delle Marianne nel marzo 2012 utilizzando il Deepsea Challenger. La discesa del Deepsea Challenger ha raggiunto una profondità di 10908 m, leggermente inferiore al record di immersione più profonda stabilito da Piccard e Walsh. Cameron detiene il record dell'immersione più profonda in solitaria.
Nel giugno 2012, il sommergibile cinese con equipaggio Jiaolong è riuscito a raggiungere la profondità di 7020 m nella Fossa delle Marianne, diventando così il sommergibile di ricerca con equipaggio a raggiungere la maggiore profondità. Questa profondità supera quella del precedente detentore del record, lo Shinkai 6500 di produzione giapponese, la cui profondità massima raggiunta è stata di 6500 m.
Pochi sommergibili senza equipaggio sono in grado di scendere alle massime profondità adali. Tra i sommergibili senza equipaggio che si sono spinti più in profondità c'è il ROV Kaikō (perso in mare nel 2003), l'ABISMO, il Nereus (perso in mare nel 2014), e l'Haidou-1.
Il 12 luglio 2022 Dawn Wrigh, scienziato capo di Esri, ha svolto una spedizione scientifica nel Challenger Deep. Dawn ha servito come specialista della missione, mentre Victor Vescovo come pilota del sommergibile Limiting Factor. Questa missione ha reso la dottoressa Dawn la prima afroamericana (di qualsiasi sesso) a raggiungere il Challenger Deep. Inoltre, questa missione è stata la prima operazione di mappatura con sonar a scansione laterale alle massime profondità dell'oceano.